# Civisubramaniania eucalypti
Civisubramaniania eucalypti är en svampart som beskrevs av Vittal & Dorai 1986. Civisubramaniania eucalypti ingår i släktet Civisubramaniania, divisionen sporsäcksvampar och riket svampar.   Inga underarter finns listade i Catalogue of Life.